# مولود مامری
مولود مامری (۲۸ دسامبر ۱۹۱۷ – ۲۶ فوریه ۱۹۸۹) نویسنده، شاعر و انسان‌شناس الجزایری در سده بیستم بود.